# Mahmud Ibrahim Masud
Mahmud Ibrahim Masud (arab. مصطفى أحمد مصطفى) – egipski zapaśnik walczący w stylu wolnym. Mistrz Afryki w 1971 roku.